# Akyolaç
Akyolaç (kurd. Yezdo) ist ein Dorf im Landkreis Diyadin der Provinz Ağrı in der Türkei mit 229 Einwohnern (Stand: Ende 2024). Akyolaç liegt auf 2.110 m  über dem Meeresspiegel 13 km nordwestlich von Diyadin. Der kurdische Name ist auch im Grundbuch registriert. Bei der Volkszählung von 1945 wurde das Dorf noch unter dem ursprünglichen Namen Yezdo geführt. Im Jahre 1965 lebten 193 Menschen in Akyolaç und 2009 lebten dort 330 Menschen.